# Josep Maria Chavarría Pérez
Josep Maria Chavarría Pérez   (Figueres, 10 d'abril de 1998) conegut esportivament com a Pep Chavarría, és un futbolista català que juga com a lateral esquerre a les files del Rayo Vallecano de la Primera Divisió espanyola.

## Carrera esportiva
Format en les categories inferiors de la UE Figueres, als 18 anys, va debutar amb el primer equip en el potent grup català de Tercera Divisió. Durant l'estiu de 2018, Chavarría va arribar a la UE Olot amb la carta de llibertat procedent del Figueres. El futbolista, en la seva primera temporada, va disputar un total de 26 partits, i durant la temporada 2019-20 en va jugar 25 de Lliga i un de Copa fins a l'aturada de la lliga per la pandèmia per coronavirus, marcant un gol en cadascuna de les dues competicions i realitzant dues assistències. El 25 de febrer de 2020, signa amb el Reial Saragossa de la Segona Divisió espanyola, per incorporar-se al club aragonès a partir del 30 de juny de 2020, ja que el futbolista finalitzava el seu contracte amb l'Olot. En dos anys va jugar 76 partits i va marcar un gol. El 31 d'agost del 2022 va ser fitxat per 5 temporades pel Rayo Vallecano de la Primera Divisió espanyola.

## Clubs
| Club            | Anys      |
| --------------- | --------- |
| UE Figueres     | 2016-2018 |
| UE Olot         | 2018-2020 |
| Reial Saragossa | 2020-2022 |
| Rayo Vallecano  | 2022-     |